# Innuendo (album)
Pour les articles homonymes, voir Innuendo.
Albums de Queen
The Miracle
(1989) Greatest Hits II
(1991)
Singles
1. Innuendo
Sortie : 14 janvier 1991
2. I'm Going Slightly Mad
Sortie : 4 mars 1991
3. Headlong
Sortie : 13 mai 1991
4. These Are the Days of Our Lives
Sortie : 5 septembre 1991
5. The Show Must Go On
Sortie : 14 octobre 1991
6. Ride the Wild Wind
Sortie : 1992 (Pologne)
7. Delilah
Sortie : 14 décembre 1992 (Thaïlande)

Innuendo est le quatorzième album studio du groupe de rock britannique Queen, sorti le 4 février 1991. Coproduit par le groupe et David Richards, il s'agit du premier album de Queen à être distribué par Hollywood Records aux États-Unis, tandis qu'il est distribué par Parlophone au Royaume-Uni. Innuendo est également le dernier album sorti du vivant de Freddie Mercury, qui meurt neuf mois après la sortie du disque, et le plus récent à être composé de matériel musical inédit.
L'album est enregistré entre mars 1989 et novembre 1990 à Londres et à Montreux, en Suisse. Au printemps 1987, Freddie Mercury, déclaré séropositif, garde sa maladie secrète et récuse les nombreuses rumeurs selon lesquelles il est gravement malade. Le groupe et le producteur envisagent une sortie en novembre-décembre 1990 afin de viser le marché crucial de Noël, mais en raison de la santé déclinante de Mercury, la sortie de Innuendo est décalée en février 1991. Sur le plan stylistique, Innuendo est en quelque sorte un retour aux racines de Queen, avec un son rock plus dur, une composition musicale complexe tels la chanson-titre, des effets psychédéliques sur I'm Going Slightly Mad et les voix quelque peu affaiblies de Mercury s'étendant sur trois octaves. Comme pour l'album précédent, The Miracle, toutes les chansons sont créditées au nom du groupe. Huit singles sont extraits, dont la chanson-titre et The Show Must Go On.
L'album reçoit un accueil critique partagé au moment de sa sortie, mais rencontre un succès commercial en se classant durant deux semaines à la première place du hit-parade britannique, mais aussi en Italie, aux Pays-Bas, en Allemagne et en Suisse. Il ne trouve pas son public aux États-Unis, bien qu'étant le premier album de Queen certifié disque d'or après sa sortie dans ce pays depuis The Works en 1984.
La couverture de l'album est l'œuvre de Queen et Richard Gray. Les livret et illustrations individuelles de l'album sont inspirées d'illustrations du caricaturiste français Jean-Jacques Grandville, notamment de l'ouvrage Un Autre monde (1844). 
Lors d'un sondage national effectué en 2006 à la BBC, Innuendo a été élu 94e plus grand album de tous les temps.

## Descriptif

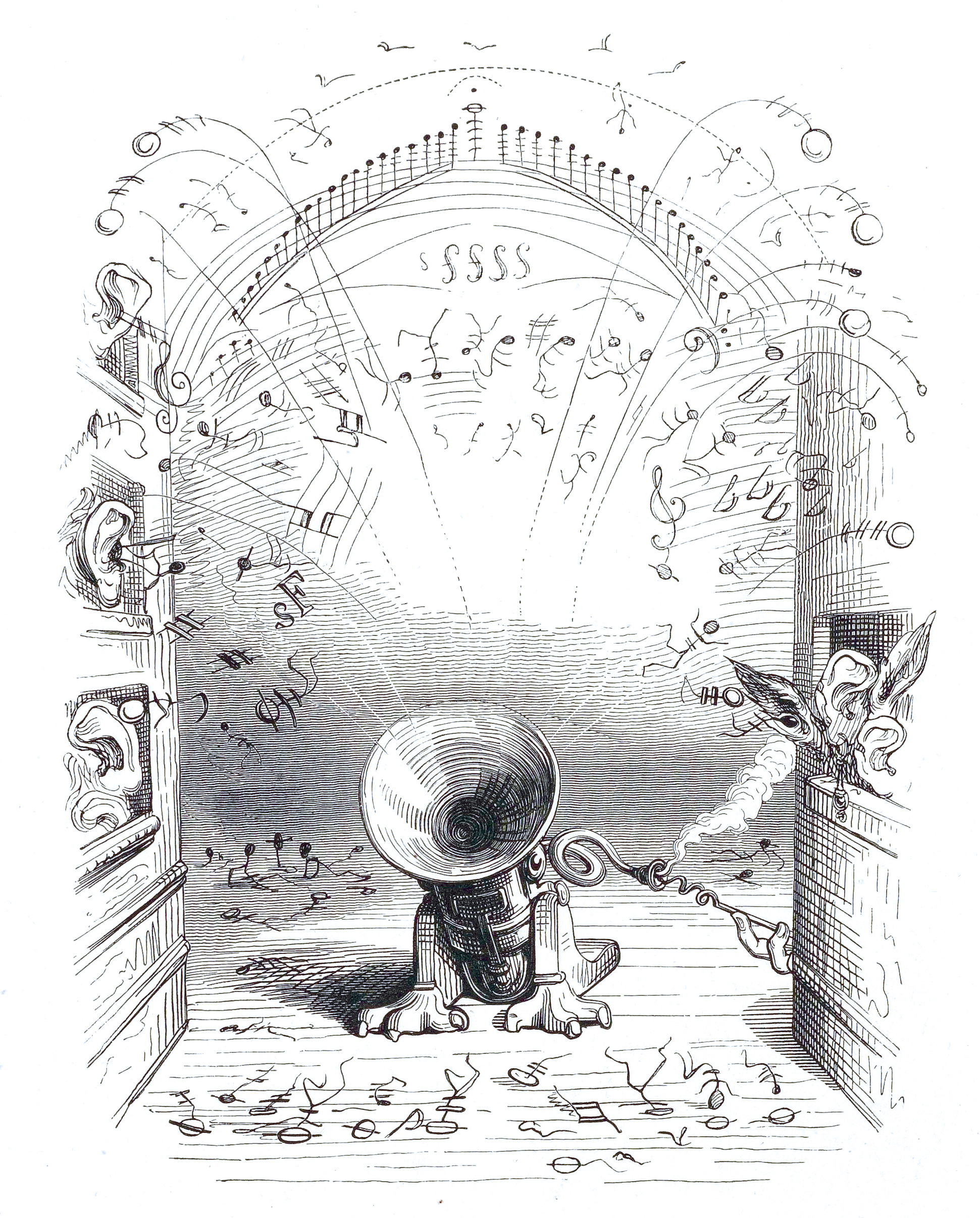
Autre illustration de Grandville, utilisée pour la liste des pistes

L'album s'ouvre sur une chanson de plus de six minutes, Innuendo, où Mercury passe du chant crié aux chœurs vaporeux dans des ambiances variées, du hard rock au flamenco, suivis d'une remontée vers un deuxième couplet presque metal sous la guitare de Brian May. Après l'intermède plus calme, fantaisiste et tragicomique de I'm Going Slightly Mad (dont le clip psychédélique lève toute équivoque sur l'état du chanteur), le groupe renoue avec le hard rock avec le troisième single, Headlong. L'ambiance sonore générale baisse d'un cran avec la mélodieuse I Can't Live With You et une prestation vocale de Mercury dans les graves, rarement explorés par le chanteur, dans Ride the Wild Wind. S'ensuit une sorte de louange religieuse aux chœurs aux accents gospel qui tranche avec le style du reste de l'album, All God's People, (œuvre de Mercury).
On trouve ensuite le slow These Are The Days of Our Lives, écrit par Roger Taylor. Le clip de la chanson est également le dernier tourné avec le chanteur : déjà visiblement amaigri et très atteint dans le clip de I'm Going Slightly Mad, son état semble s'être encore dégradé. Caché derrière une épaisse couche de maquillage noir et blanc, il bouge à peine durant les quatre minutes du clip. Néanmoins, Freddie Mercury manifeste toujours son sens de l'humour en livrant une déclaration d'amour guillerette à l'un de ses chats, Delilah, dans laquelle les membres du groupe lancent des miaulements accompagnés par la guitare de May. C'est dans ce titre que l'altération vocale de Mercury est la plus flagrante : sa voix semble ne plus pouvoir monter dans les aigus sans s'érailler, annonçant la même difficulté dans son ultime composition, A Winter's Tale. De la légèreté de la voix de Mercury, altérée par la maladie dans les dernières chansons chantées par Freddie, Roger Taylor dit dans une interview sur les derniers jours de la star : « I kinda hear the voice is getting thinner [...] I think you can really tell that's an ailing voice, although he hits the note » (« Je peux entendre sa voix devenir plus ténue [...] je pense qu'on entend bien que c'est la voix de quelqu'un de malade, même si [Mercury] reste juste. »). Mais les chansons douces ont aussi la part belle dans l'album avec Don't Try so Hard, où la voix de Freddie se fait miaulement et installe une atmosphère d'intense douceur.
Le dixième titre, The Hitman,  laisse la place au hard rock et Mercury semble avoir recouvré toute sa puissance vocale. Enfin, l'onirique Bijou, morceau à la guitare de Brian May et comprenant un seul couplet chanté, précède The Show Must Go On, déclaration de Freddie Mercury à son public, qui annonce de manière à peine voilée la mort qui se profile dans une atmosphère pesante. La prestation vocale de Mercury s'achève sur un final suraigu rythmé par les claviers. Le chant de Mercury se termine sur la phrase criée « I have to find the will to carry on with the show », après quoi le chœur continue quelques secondes avant de céder assez la place à la guitare puis au silence.

## Parution et accueil

### Sortie et promotion
Le premier single, Innuendo, sort le 14 janvier 1991 soit moins d'un mois avant la parution de l'album et prend directement la première place des charts britanniques durant une semaine et atteint le top 10 dans plusieurs pays européens. Le single est promu par un clip vidéo réalisé par Rudi Dolezal et Hannes Rossacher, qui ont déjà collaboré avec le groupe.
Le 4 février 1991, l'album sort au Royaume-Uni et entre directement à la première place du UK Albums Chart pendant deux semaines, devenant le cinquième album studio du groupe à atteindre la tête du classement. Il atteint également la première place des charts en Suisse, en Allemagne, aux Pays-Bas ainsi qu'en Italie. Aux États-Unis, sorti le lendemain de la publication britannique, l'album ne parvient à trouver son public, se contentant d'une 30e place au Billboard 200, décevant par rapport au classement de l'album précédent du groupe, The Miracle, qui avait réussi à se hisser en 24e position.
À la suite du décès de Freddie Mercury le 24 novembre 1991 des suites du sida, Innuendo est de nouveau classé au UK Albums Chart, plus de cinq mois après l'avoir quitté. Il rentre à la 34e place à partir du 7 décembre 1991 et atteint la 32e place le 11 janvier 1992.

### Accueil critique
Lors de sa sortie, Innuendo a reçu des critiques mitigées. En 1991, Chuck Eddy du magazine Rolling Stone écrit que Innuendo est « l'opus le plus enjoué depuis The Game » et qu'il « n'a pas moyen de contourner le talent du nouvel album », ce qui, selon lui, signifie que le groupe « fait des efforts ». Il ajoute également que Innuendo est « si léger que vous l’oublierez dès que ce sera fini - ce qui, avec ce groupe, devrait aller de soi de toute façon ». Toutefois, en 2016, Ron Hart, du même magazine, réévalue l'album, le décrivant comme « le dernier chef-d'œuvre de Queen », et comme un album « audacieusement confronté à la mortalité », comme l'est le dernier album de David Bowie, Blackstar. People écrit que « S'il s'agit d'un cartoon rock and roll, au moins, c'est bon et effrontément caricatural ». Le Orange County Register note dans sa critique que « Queen se débarrasse de toute variation stylistique ou de flirt avec la dance music et offre son son de base: beaucoup de sauts vocaux de Mercury, une guitare délavée de May, des overdubs choraux et un sens de l’importance orchestrale mélangés à du rock », concluant que c’était un « variable ».
Dans une revue rétrospective, AllMusic écrit qu'« Innuendo était un moyen approprié de mettre fin à l'une des carrières les plus réussies du rock ». Pour Classic Rock en 2016, Malcolm Dome le classe neuvième plus grand album de Queen, écrivant qu'« Innuendo avait beaucoup d'humour intelligent et pathétique à ce sujet ». Il a loué les « orchestrations brillamment synthétisées » de la chanson titre et a ajouté que « le plus émouvant est peut-être le son le plus discret et le plus fascinant » dans sa simplicité. Dome conclut que « l'album résumait comment Queen pouvait rapprocher les gens ».

## Classements et certifications
| Pays                          | Meilleure position |
| ----------------------------- | ------------------ |
| Allemagne (Media Control AG)  | 1                  |
| Australie (ARIA)              | 6                  |
| Autriche (Ö3 Austria Top 40)  | 2                  |
| Canada (RPM Top Albums)       | 16                 |
| Espagne (AFYVE)               | 3                  |
| États-Unis (Billboard 200)    | 30                 |
| Italie (FIMI)                 | 1                  |
| Japon (Oricon)                | 17                 |
| Norvège (VG-lista)            | 8                  |
| Nouvelle-Zélande (RIANZ)      | 6                  |
| Pays-Bas (Mega Album Top 100) | 1                  |
| Royaume-Uni (UK Albums Chart) | 1                  |
| Suède (Sverigetopplistan)     | 9                  |
| Suisse (Schweizer Hitparade)  | 1                  |

| Pays                  | Ventes    | Certifications |
| --------------------- | --------- | -------------- |
| Allemagne (BVMI)      | 500 000 + | Platine        |
| Argentine (CAPIF)     | 30 000    | Or             |
| Autriche (IFPI)       | 50 000 +  | Platine        |
| Canada (Music Canada) | 50 000 +  | Or             |
| Espagne (Promusicae)  | 100 000 + | Platine        |
| États-Unis (RIAA)     | 500 000 + | Or             |
| Finlande (IFPI)       | 38 000 +  | Or             |
| France (SNEP)         | 300 000 + | Platine        |
| Italie (FIMI)         | 50 000    | Or             |
| Pays-Bas (NVPI)       | 100 000 + | Platine        |
| Pologne (ZPAV)        | 20 000 +  | Platine        |
| Royaume-Uni (BPI)     | 300 000 + | Platine        |
| Suisse (IFPI)         | 100 000 + | 2 × Platine    |

## Fiche technique

### Titres
N.B. : sur la pochette, tous les morceaux sont crédités aux quatre membres du groupe sauf All God's People, crédité à Queen et Mike Moran. Les vrais auteurs sont mentionnés ci-dessous.
| 1. | Innuendo               | Freddie Mercury (musique), Roger Taylor (paroles)           | 6:29 |
| 2. | I'm Going Slightly Mad | Freddie Mercury (musique, paroles), Peter Straker (paroles) | 4:04 |
| 3. | Headlong               | Brian May                                                   | 4:31 |
| 4. | I Can't Live with You  | Brian May                                                   | 4:35 |
| 5. | Ride the Wild Wind     | Roger Taylor                                                | 4:41 |

| 1. | All God's People                | Mercury (musique, paroles), Mike Moran (musique) | 3:53 |
| 2. | These Are the Days of Our Lives | Taylor                                           | 3:55 |
| 3. | Delilah                         | Mercury                                          | 3:32 |
| 4. | Don't Try So Hard               | Mercury                                          | 3:32 |
| 5. | The Hitman                      | Mercury, May, John Deacon                        | 3:43 |
| 6. | Bijou                           | May, Mercury                                     | 1:19 |
| 7. | The Show Must Go On             | Brian May                                        | 4:31 |

| Édition CD de 1991 | Édition CD de 1991                   | Édition CD de 1991 | Édition CD de 1991 | Édition CD de 1991 | Édition CD de 1991 | Édition CD de 1991 | Édition CD de 1991 | Édition CD de 1991 | Édition CD de 1991 |
| No                 | Titre                                | Durée              |                    |                    |                    |                    |                    |                    |                    |
| ------------------ | ------------------------------------ | ------------------ | ------------------ | ------------------ | ------------------ | ------------------ | ------------------ | ------------------ | ------------------ |
| 1.                 | Innuendo                             | 6:29               |                    |                    |                    |                    |                    |                    |                    |
| 2.                 | I'm Going Slightly Mad               | 4:22               |                    |                    |                    |                    |                    |                    |                    |
| 3.                 | Headlong                             | 4:39               |                    |                    |                    |                    |                    |                    |                    |
| 4.                 | I Can't Live With You                | 4:35               |                    |                    |                    |                    |                    |                    |                    |
| 5.                 | Don't Try So Hard                    | 3:39               |                    |                    |                    |                    |                    |                    |                    |
| 6.                 | Ride the Wild Wind                   | 4:41               |                    |                    |                    |                    |                    |                    |                    |
| 7.                 | All God's People (Queen, Mike Moran) | 4:19               |                    |                    |                    |                    |                    |                    |                    |
| 8.                 | These Are the Days of Our Lives      | 4:12               |                    |                    |                    |                    |                    |                    |                    |
| 9.                 | Delilah                              | 3:32               |                    |                    |                    |                    |                    |                    |                    |
| 10.                | The Hitman                           | 4:52               |                    |                    |                    |                    |                    |                    |                    |
| 11.                | Bijou                                | 3:37               |                    |                    |                    |                    |                    |                    |                    |
| 12.                | The Show Must Go On                  | 4:24               |                    |                    |                    |                    |                    |                    |                    |
| 53:44              |                                      |                    |                    |                    |                    |                    |                    |                    |                    |

| 1. | I Can't Live with You (1997 Rocks retake)           | 4:50 |
| 2. | Lost Opportunity (B-side)                           | 3:53 |
| 3. | Ride the Wild Wind (early version with guide vocal) | 4:14 |
| 4. | I'm Going Slightly Mad (mad mix)                    | 4:37 |
| 5. | Headlong (embryo with guide vocal)                  | 4:44 |

| 1. | Innuendo (vidéo promotionnelle alternative, 1991)                                            |  |
| 2. | These Are the Days of Our Lives (vidéo promotionnelle alternative Hollywood Records, 1991))  |  |
| 3. | "Mad in the Making": The Making of the "I'm Going Slightly Mad" (vidéo promotionnelle, 1991) |  |

### Clips vidéo
- Innuendo
- I'm Going Slightly Mad
- Headlong
- These Are the Days of Our Lives
- The Show Must Go On

### Musiciens

#### Queen
- Freddie Mercury : chant, claviers
- Brian May : guitares, chant, harmonies, claviers
- Roger Taylor : batterie, claviers, harmonies, chant
- John Deacon : basse, claviers

#### Musiciens additionnels
- Steve Howe : guitare classique sur la chanson Innuendo
- Mike Moran : piano sur All God's people